# ساموئل اسمیتز
ساموئل اسمیت (انگلیسی: Samuel Smith) کارآفرین، بازرگان و مدیر ارشد اجرایی بریتانیایی بود، که در سال ۱۸۵۱ گروه اسمیتس را تأسیس کرد.